# Ocean Man
Ocean Man är en låt av det amerikanska alternativ rockbandet Ween. Låten släpptes som den andra och sista singeln från albumet The Mollusk, släppt 1997. Ween har spelat låten live över 300 gånger.
Stephen Thomas Erlewine från AllMusic tyckte att det var en av albumets bästa låtar.
På grund av att låten blev en meme 2016 blev "Ocean Man" den mest populära Ween-låten på Spotify.